# Chesterfield (Derbyshire)
Chesterfield – miasto w Wielkiej Brytanii (Anglia), w hrabstwie Derbyshire, w dystrykcie Chesterfield. Leży nad ujściem rzeki Hipper do Rother, 35,2 km od miasta Derby i 212,2 km od Londynu. W 2011 roku miasto liczyło 88 483 mieszkańców. W mieście znajduje się stacja kolejowa. Chesterfield jest wspomniane w Domesday Book (1086) jako Cestrefeld.

## Miasta partnerskie
- Darmstadt
- Troyes
- Yangquan
- Tsumeb